# Michel Temer
Michel Miguel Elias Temer Lulia (* 23. září 1940) je brazilský právník a politik libanonského původu. Dne 31. srpna 2016 se stal prezidentem Brazílie poté, co Senát definitivně sesadil prezidentku Dilmu Rousseffovou. V letech 2011 až 2016 byl viceprezidentem země, když zvítězil ve volbách spolu s Dilmou Rousseffovou na koaliční kandidátce Para o Brasil Seguir Mudando jako nominant Strany brazilského demokratického hnutí.

## Biografie
Narodil se ve Tietê ve státě São Paulo. Jeho rodiče pocházeli z Libanonu – do Brazílie se přistěhovali v roce 1925. Doktorem práv se stal na Pontifícia Universidade Católica de São Paulo, kde byl později jmenován profesorem ústavního práva. Pracoval jako prokurátor.
Mezi lety 1987–2010 sloužil šest volebních období v Poslanecké sněmovně Parlamentu za obvod São Paulo. V obdobích 1997–2001 a 2009–2010 ji předsedal. Byl také členem Ústavodárného shromáždění, které v roce 1988 přijalo současnou brazilskou ústavu po skončení vojenské diktatury v zemi. Je předsedou Strany brazilského demokratického hnutí.
Na konci března 2016 jím vedená Strana brazilského demokratického hnutí (PMDB) opustila vládní koalici a rozhodla, že všichni její ministři opustí vládu Rousseffové do 12. dubna téhož roku. Temer nevyloučil možnost nahradit prezidentku v nejvyšší ústavní funkci. Rousseffová měla v parlamentu podstoupit proces odvolání.
Dne 12. května 2016 byla prezidentka Dilma Rousseffová na základě hlasování Senátu v poměru 55 ku 22 hlasům na 180 dní suspendována a Michel Temer se stal zastupujícím prezidentem Brazílie. Dne 31. srpna 2016 se stal prezidentem země poté, co Senát Dilmu Russeffovou definitivně odvolal.

## Podezření z korupce, vyšetřování a obvinění
V květnu 2017 posvětil vyšetřování prezidenta Temera soudce nejvyššího soudu Edson Fachin, a to kvůli podezření, že souhlasil s uplacením svědka v korupční kauze firmy Petrobras. Temer obvinění odmítá, ale za jeho odstoupení demonstrovaly lidé v řadě brazilských měst a demisi ale podal jeden z jeho ministrů.
V červnu 2017 brazilská prokuratura oficiálně obvinila Temera z přijímání úplatků, přičemž vydání nejvyššímu soudu musí potvrdit dvoutřetinová většina poslanců dolní komory brazilského parlamentu.

## Vyznamenání
- velkodůstojník Řádu prince Jindřicha – Portugalsko, 26. listopadu 1987[7]
- velkokříž Řádu Kristova – Portugalsko, 16. prosince 1997[7]
- Řád čestné legie – Francie, 1998
- velkokříž Řádu Dannebrog – Dánsko, 1999